# 縄ヶ池
縄ヶ池（なわがいけ）は、富山県南砺市正谷に位置する池。池の周囲の湿地は標高1000m以下の所では珍しいミズバショウの自生地として知られている。

## 概要
標高約800mの場所にある周囲約2kmの自然湖である。この池には目立った流入河川がないにもかかわらず、高清水山からの湧水により常に多くの水で満たされている。また、池の周囲は地面からの湧水により湿地になっており、そこにミズバショウが自生している。
上半部の湿地には県指定天然記念物の水芭蕉群落が見られる。この湿地には湖水層が見られることから、かつては池の一部だったと見られる。
縄ヶ池の地名の由来は縄を張ると水が湧いたという伝説に由来する。

## 形成
縄ヶ池は池の右側にある山が地滑りによって山田川支流の池川を堰き止めて出来た堰止湖であり、池の東側にある高清水山から地滑りの土砂堆積物を伏流している湧水を主な水源としている。

## 竜神伝説
平安朝の昔、俵藤太秀郷という武勇の誉れ高い武将がいた。ある時、近江国、勢田の橋に60メートルほどもある大蛇が横たわり、往来を妨げていた。そこへ通りかかった藤太は少しも恐れずに、大蛇を踏んで橋を渡った。
その日の夜、美しい女がやってきて、「私は琵琶湖に住む竜神の化身です。今日あなたにお目にかかり、その豪胆さを見込んで、お願いに伺いました。三上山のムカデが、私の仲間を次々に食べてしまうので困っています。どうか退治してください」と話した。
藤太は竜神の頼みを快く引き受け、すぐさま山に赴いて、五人張りの弓でムカデを射殺した。お礼にどんな願いでも叶えるという竜神の申し出に、藤太は城端の里を水不足から救うため、竜の子を貰うことにした。
里に戻った藤太が、山中に掘った小さな穴に竜の子を入れ、縄を張りめぐらして祈ったところ、一夜のうちに池が湧き出し、その池が縄ヶ池であるという。

## 祭り
縄ヶ池を灌漑用水の水源としている蓑谷・北野地区の代表者が出席し、蓑谷集落にある縄池之碑の前で祭礼を行う。その後、太鼓、上敷、米、酒ら赤飯、塩を持って縄ヶ池にある縄ヶ池姫社へ行き、祭典をして神饌を池に供える祭りが、毎年7月15日に行われている